# Deprive
Deprive ist ein 2013 gegründetes Death-Doom-Projekt.

## Geschichte
Der als Erun-Dagoth in diversen Gruppen und Projekten des Extreme Metals aktive Javier Sixto gründete Deprive etwa 2013 als weiteres Ein-Mann-Projekt. Die beiden in diesem Jahr entstandenen Demobänder De Vermis Mysteriis und Below the Shadows of Pestilence wurden 2014 über Till You Fukkin Bleed als MC-Kompilation veröffentlicht.
Das offizielle Debüt Into Oblivion erschien 2015 über das spanische Death-Metal- und Death-Doom-Label Memento Mori. Into Oblivion wurde nur selten besprochen. Die vorhandenen Kritiken fielen derweil positiv aus. Ein Jahr nach dem Debüt erschien mit Temple of the Lost Wisdom das zweite Studioalbum. Für das Lied A Mournful Prophecy wurde hinzukommend ein Musikvideo produziert. Temple of the Lost Wisdom erlangte international höhere Aufmerksamkeit als das Debüt und wurde ebenfalls positiv rezipiert.

## Stil
Die Musik von Deprive wird als gelungener Death-Doom mit vernehmbaren Einflüssen durch Morbid Angel, frühe My Dying Bride, Death, Asphyx und Autopsy beschrieben. Indes seien die Texte durchzogen von Chaos und Blasphemie, wodurch die Musik gelegentlich dem Black Doom zugerechnet wird. Dabei variiert die Beschreibung von Into Oblivion und Temple of the Lost Wisdom. Beiden Alben wird eine Nähe zum Death Metal der frühen 1990er Jahre attestiert, allerdings wird das zweite Studioalbum als vielschichtiger und dynamischer beschrieben.
Das Gitarrenspiel sei gekennzeichnet durch „brutale Riffigkeit, deren Tempi immer wieder variiert werden“. Der Gesang würde ebenfalls „vielschichtig [variiert], und zwar vom düsteren Gegrowle bis hin zur knarzenden Stimmfärbung eines wieder unklar singenden NICK HOLMES“. Ein „schwerer“ E-Bass sowie ein „markantes“ Schlagzeugspiel, welche das Tempo zwischen harschem Death Metal und schleppenden Death Doom wechseln ließen, vervollständigen indes das musikalische Konzept.

## Diskografie
- 2013: De Vermis Mysteriis (Demo, Selbstverlag)
- 2014: Below the Shadows of Pestilence (Demo, Selbstverlag)
- 2014: Deprive (MC-Kompilation, Till You Fukkin Bleed)
- 2015: Into Oblivion (Album, Memento Mori)
- 2016: Temple of the Lost Wisdom (Album, Memento Mori)